# بورنهاگن
بورنهاگن (به آلمانی: Bornhagen) یک شهر در آلمان است که در آیشسفلد واقع شده‌است. بورنهاگن ۳۱۳ نفر جمعیت دارد.